# Zwergwickler
Die Zwergwickler (Bucculatricidae) sind eine Familie der Schmetterlinge (Lepidoptera).

## Merkmale
Die Vertreter der Zwergwickler sind extrem kleine bis mäßig kleine Falter, die eine Flügelspannweite von 2,5 bis 7,0 Millimeter erreichen. Der Kopf ist normalerweise gestreckt, die Stirn (Frons) reicht unten deutlich über die Augen hinaus. Bei der Gattung Leucoedamia  ist der Kopf verkürzt und weniger spezialisiert. Der Scheitel (Vertex) ist mit einem großen Büschel abstehender härchenförmiger Schuppen bedeckt, die in alle Richtungen zeigen. Ocellen sind nicht vorhanden. Die Augen sind mittelgroß, der interokuläre Index (vertikaler Augendurchmesser geteilt durch den minimalen Augenabstand) beträgt etwa 1,0. Die Kornea-Linsen sind kahl. Die Fühler sind 0,6 bis 0,9 mal so lang wie Vorderflügel. Der Fühlerschaft ist vergrößert, abgeplattet und mit einer dichten Reihe schlanker Schuppen versehen, die das Auge teilweise bedecken. Die Fühlergeißel (Flagellum) ist fadenförmig, jedes Segment wird von zwei Reihen kurzer, schlanker Schuppen ringförmig umschlossen. Bei den Männchen ist die erste Flagellomere häufig eingekerbt oder stark gebogen. Die Piliferen, kleine behaarte Auswüchse zu beiden Seiten der Stirnplatte oder der Oberlippe, sind normalerweise reduziert. Bei der Gattung Leucoedamia  sind sie aber gut entwickelt. Mundwerkzeuge fehlen. Das Haustellum (der mittlere, weiche Teil des Saugrüssels) ist kurz und höchstens 1,5 mal so lang wie der Augendurchmesser. Die Maxillarpalpen sind nur rudimentär angelegt und bestehen normalerweise nur aus einem winzigen unsegmentierten Lappen. Die Labialpalpen hängen herab und haben lateral keine Borsten. Sie sind meistens sehr kurz und bestehen nur aus einem extrem kurzen Segment. Bei der Gattung Leucoedamia  bestehen sie dagegen aus drei kurzen Segmenten. Die Vorderflügel sind lanzettlich, der Apex ist spitz. Auf dem Vorderflügel entspringt das Retinaculum einer breiten Falte, die aus den unterseits verschmolzenen Adern C und Sc gebildet wird. Die Ader Rs ist meistens vierfach verzweigt, seltener nur dreifach, die Ader Rs4 reicht bis zur Flügelspitze. Akzessorische und interkalare Zellen fehlen. Die Cubitalader (Cu) ist im Allgemeinen nur einfach verzweigt, in seltenen Fällen kann sie auch fehlen. Die Analvenen 1A und 2A sind an der Basis nicht gegabelt. Bei den Männchen besteht das Frenulum aus einer einzelnen kräftigen Borste, bei den Weibchen aus zwei Borsten. Auf dem Hinterflügel ist die Diskoidalzelle offen. Die paarigen bauchseitigen Apodeme des 2. Abdominalsegments sind länglich und schlank. Ein ausstülpbarer Schuppensack ist bei den meisten Männchen der Gattung Bucculatrix als Einstülpung der Membran zwischen dem zweiten und dritten Abdominalsegment vorhanden.
Bei den Genitalien der Männchen fehlt der Uncus gewöhnlich, nur selten ist er gut entwickelt und spitz. Tegumen und Vinculum sind schmal bis breit. Der Saccus ist nur selten ausgebildet, der Gnathos fehlt normalerweise. Bei der Gattung Leucoedemia  ist er gut entwickelt, mittig verschmolzen und beborstet. Die Arten der Gattung Bucculatrix haben gut entwickelte und beborstete Socii. Eine Transtilla ist normalerweise nicht vorhanden oder nur schwach ausgeprägt. Der Anellus ist membranös, kegelförmig und lateral häufig sklerotisiert. Eine ausgeprägte Juxta fehlt gewöhnlich. Die Valven sind gestreckt und schlicht, selten gelappt. Die Muskulatur des Genitals besteht aus drei Muskelpaaren. Der Aedeagus ist meist zylinderförmig, gestreckt und wellig. Cornuti sind nur selten vorhanden.
Die Genitalien der Weibchen haben einen kurzen Ovipositor, meist sind nur die Apophyses posteriores vorhanden. Der Ductus bursae ist meist nur im kaudalen Teil sklerotisiert, er ist gestreckt und schlank. Das Corpus bursae weitet sich abrupt, das Signum hat die Form einer einzelnen großen Platte, die mit zahlreichen Stachelreihen versehen ist.
Die Eier sind abgeplattet und oval. Die Eihülle hat eine netzartige Struktur.
Die Raupen der ersten beiden Stadien sind beinlos. Spätere Stadien haben Thorakalbeine und fünf Bauchbeinpaare. Bei der Gattung Bucculatrix  sind die Prätarsen der Beine des Prothorax stark verlängert. Die Hakenkränze der Beine sind unvollständig kreisförmig.
Bei der Puppe reichen Flügel und Fühler über das 7. Segment hinaus. Auf dem Segment A2 oder A3 bis A7 ist eine Stachelreihe angelegt. Bei den Männchen sind die Segmente A3 bis A7 beweglich, bei den Weibchen die Segmente A3 bis A6. Das Segment A10 und der Kremaster sind reduziert und bestehen aus einem winzigen dorsalen und häufig aus einem größeren lateralen Stachelpaar.

## Biologie
Die Raupen entwickeln sich hypermetamorph und durchlaufen dabei fünf Raupenstadien. Die Raupen der meisten Arten leben in den ersten beiden Stadien als Blattminierer, später fressen sie auch auf den Pflanzen. Im dritten und vierten Stadium fertigen die Raupen manchmal einen abgeplatteten Häutungskokon auf der Blattunterseite an. Die Raupen verpuppen sich im fünften Stadium in einem gerippten Seidenkokon, der typisch für die Familie ist. Einige Arten bohren in Stängeln oder fressen innerhalb von Pflanzengallen. Die Raupen von Ogmograptis scribula bohren längliche Minen in die Rinde von Eukalyptus-Bäumen. Arten aus etwa 30 Pflanzenfamilien zählen zu den Wirtspflanzen, bevorzugt werden Korbblütler (Asteraceae), Birkengewächse (Betulaceae) und Buchengewächse (Fagaceae).
Die ältesten Nachweise von Zwergwicklerarten stammen aus der Oberkreide und dem Oligozän.

## Systematik
Weltweit sind gegenwärtig etwa 250 Arten bekannt. Etwa 100 Arten sind in der Nearktis beheimatet. Mit Ausnahme des plesiomorphen und monotypischen in Südafrika beheimateten Taxons Leucoedemia  gehören fast alle Vertreter der Familie der Gattung Bucculatrix  an. Die Gattung Ogmograptis  zählt seit 1991 ebenfalls zur Familie der Zwergwickler.
In Europa ist die Familie mit einer Gattung und 56 Arten vertreten:
- Bucculatrix absinthii Gartner, 1865
- Bucculatrix alaternella Constant, 1890
- Bucculatrix albedinella (Zeller, 1839)
- Bucculatrix albella Stainton, 1867
- Bucculatrix albiguttella Milliére, 1886
- Bucculatrix alpina Frey, 1870
- Bucculatrix andalusica Deschka, 1980
- Bucculatrix anthemidella Deschka, 1972
- Bucculatrix argentisignella Herrich-Schäffer, 1855
- Bucculatrix armeniaca Deschka, 1992
- Bucculatrix artemisiella Herrich-Schäffer, 1855
- Bucculatrix atagina Wocke, 1876
- Bucculatrix bechsteinella (Bechstein & SScharfenberg, 1805)
- Bucculatrix benacicolella Hartig, 1937
- Bucculatrix bicolorella Chretién, 1915
- Bucculatrix canariensis Walsingham, 1908
- Bucculatrix cantabricella Chretién, 1898
- Bucculatrix caspica Puplesis & Sruoga, 1991
- Bucculatrix chrysanthemella Rebel, 1896
- Bucculatrix cidarella (Zeller, 1839)
- Bucculatrix clavenae Klimesch, 1950
- Bucculatrix cretica Deschka, 1991
- Bucculatrix cristatella (Zeller, 1839)
- Bucculatrix demaryella castaneae Klimesch, 1950
- Bucculatrix demaryella (Duponchel, 1840)
- Bucculatrix diffusella Menhofer, 1943
- Bucculatrix fatigatella Heyden, 1863
- Bucculatrix frangutella (Goeze, 1783)
- Bucculatrix gnaphaliella (Treitschke, 1833)
- Bucculatrix helichrysella Constant, 1889
- Bucculatrix herbalbella Chretién, 1915
- Bucculatrix humiliella Herrich-Schäffer, 1855
- Bucculatrix infans Staudinger, 1880
- Bucculatrix laciniatella Benander, 1931
- Bucculatrix latviaella Sulcs, 1990
- Bucculatrix lavaterella Milliére, 1865
- Bucculatrix maritima Stainton, 1851
- Bucculatrix mehadiensis Rebel, 1903
- Bucculatrix myricae Ragonot, 1879
- Bucculatrix nigricomella (Zeller, 1839)
- Bucculatrix noltei Petry, 1912
- Bucculatrix orophilella Nel, 1999
- Bucculatrix paliuricola Kuznetzov, 1960
- Bucculatrix pannonica Deschka, 1982
- Bucculatrix phagnalella Walsingham, 1908
- Bucculatrix pseudosylvella Rebel, 1941
- Bucculatrix pyrenaica Nel & Varenne, 2004
- Bucculatrix ratisbonensis Stainton, 1861
- Bucculatrix rhamniella Herrich-Schäffer, 1855
- Bucculatrix santolinella Walsingham, 1898
- Bucculatrix telavivella Amsel, 1935
- Bucculatrix thoracella (Thunberg, 1794)
- Bucculatrix ulmella Zeller, 1848
- Bucculatrix ulmicola Kuznetzov, 1962
- Bucculatrix ulmifoliae M. Hering, 1931
- Bucculatrix zizyphella Chretién, 1907